# Giuseppe Brancale
Giuseppe Brancale (Sant'Arcangelo, 8 gennaio 1925 – Firenze, 15 maggio 1979) è stato uno scrittore italiano.
È stato autore di quattro romanzi, due editi, gli altri usciti postumi, e di alcuni racconti, tutti ambientati in Basilicata, nella Valle dell'Agri, e anche di un saggio sulla questione meridionale. Il tema fondamentale è quello del ritorno (nei luoghi, sulla memoria, sulla storia) intrecciato alla dimensione della speranza.
I lavori lasciati da Brancale, quattro romanzi e una raccolta di racconti, pur essendo autonomi l'uno dall'altro, di fatto coprono la storia di due secoli: ‘800 e ‘900, con una puntata nella guerra sociale (91-88 a.C.) tra Romani e popoli italici in Echi nella valle, pubblicato nel 1972 (Ed. Pellegrini; ristampa ed. Teorema) e diffuso nel 1973: le vicende di Marco Laviano e Andrea Salinatore, discendenti di una stessa famiglia, in epoche diverse ma con la stessa ricerca che li condurrà, misteriosamente, dopo secoli, l'uno davanti all'altro. Per il libro il pittore Carlo Levi disegna il bozzetto di copertina. Echi nella valle, inoltre, ottiene il Premio della Presidenza del Consiglio dei ministri.
Carlo Levi gli scriverà: “Nel tuo libro hai saputo fondere mirabilmente l'antico col moderno, per una vicenda che mi ha commosso e fatto meditare. E mirabilmente hai saputo mettere a fuoco sentimenti e problemi della tua gente, della nostra gente, alla quale è rivolto sempre il mio pensiero”.
Del 1977 è Lettere a Michele (Ed. Grafistampa). Il romanzo, dedicato al medico Michele Di Gese, rappresenta un testamento spirituale dello scrittore. In forma di lettere, l'autore cerca di raccontare all'amico, prima di un'annunciata partenza, quello che accade nel suo presente e l'incontro con il cantastorie Gargané, che è apparso, un giorno, nei pressi della radura a cantare e raccontare la storia del mondo.
Dal 2007 è stata edita da Polistampa l'opera omnia, a cura di Luca Nannipieri e del Centro Studi umanistici dell'Abbazia di San Savino: Il rinnegato (2007), Echi nella valle (2010), Fantasmi che tornano (2011), Lettere a Michele e altri racconti (2012).
Le copertine sono del pittore Giampaolo Talani.

## Vita e opere
Giuseppe Brancale nasce l'8 gennaio 1925 a Sant'Arcangelo, in provincia di Potenza. È un ragazzo vivace, nato in una famiglia di artigiani e vuole studiare piuttosto che continuare l'attività di famiglia. All'età di 15 anni decide di arruolarsi nella Marina Militare, a Napoli, in modo da mantenersi agli studi. Scoppia la seconda guerra mondiale e Giuseppe si ritrova presto imbarcato come radiotelegrafista.
Al termine della guerra, dopo un periodo di studi a Firenze, Bologna e Taranto, torna in Basilicata. A Firenze, dopo aver letto Cristo si è fermato ad Eboli di Carlo Levi, aveva scritto la prima versione del romanzo Il rinnegato, ma con il titolo Avanti, Cristo. Comincia a insegnare nelle scuole elementari. In Basilicata conosce Carlo Levi e Rocco Scotellaro 
Nel 1954 pubblica un libro di poesie che considererà più avanti “un errore di gioventù”, tuttavia utile per desumere alcune notizie biografiche. Si esercita continuamente nella scrittura narrativa, sviluppando uno spiccato interesse per la ricerca storica.
Giuseppe Brancale partecipa anche alle lotte sociali legate alla questione meridionale.
Gli anni sessanta sono la camera di gestazione in cui vengono concepiti quasi tutti gli spunti narrativi che Brancale porterà a maturazione negli anni settanta (compreso Il rinnegato, cominciato a Firenze nel secondo dopoguerra come Avanti, Cristo), quando la voglia di scrivere diventerà prevalente. In questi anni Brancale incontra nuovamente e più volte Carlo Levi, in particolare a Roma nel 1969, nell'agosto del '71 e nel gennaio del '72.
Pubblica con l'editore Pellegrini di Cosenza il romanzo Echi nella valle (1972), per il quale Carlo Levi realizza la copertina.
Stringe amicizia con Pierangelo Soldini (1910-1974), giornalista, critico letterario e scrittore, vincitore tra l'altro, nel 1957, del Premio Bagutta .
Nel 1973 si trasferisce con la famiglia a Firenze. In quest'anno viene diffuso 'Echi nella valle', registrato tipograficamente nel 1972. Il libro ottiene il Premio di Cultura della Presidenza del Consiglio dei ministri nel 1974. 
Ne uscirà anche un'edizione per le scuole (per i tipi di Teorema, Firenze, 1975). 
Riesce a condurre in porto un progetto narrativo e a pubblicare un ulteriore romanzo, Lettere a Michele, nel giugno 1977. Si ammala gravemente nel 1978.
Mette mano nuovamente al dattiloscritto di un altro romanzo, Fantasmi che tornano. Muore il 15 maggio del 1979.
Il Presidente del "Premio Firenze" Enrico Nistri gli ha assegnato un riconoscimento speciale alla memoria nel dicembre 2010.
Il Premio Letterario Basilicata, con il Presidente Santino Bonsera, gli ha dedicato un confronto nella "Cappella dei Celestini" di Potenza il 10 dicembre 2010 . In questa occasioni sono state esposte insieme le tre opere realizzate da Carlo Levi per "Echi nella valle".
In Fantasmi che tornano, uscito postumo, narra gli eventi che portarono all'unità d'Italia dal punto di vista delle popolazioni della propria regione, i cui sentimenti nei confronti del cambiamento in atto erano contrastanti.
"Brancale - ha sottolineato lo scrittore e giornalista Mimmo Sammartino (sue opere sono editate da Sellerio) - si muove in un solco che è stato tracciato da eminenti intellettuali e uomini di cultura e di arte, come Carlo Levi e Pierangelo Soldini. Ma la sua ricerca e, al di là di ogni altra considerazione, resta una dichiarazione di amore per la propria terra. Anche quando la sorte o la disperazione ti portano altrove. Anche quando la storia raccontata è una storia di uomini destinati a una ineluttabile sconfitta. Prima del 'come va a finire', resta la coscienza acquisita. Resta la parola che 'dice' quella storia taciuta. E, nel dirla, le restituisce dignità e ragione" .
Dal Rinnegato  nel 2017 è stato tratto il film Le terre rosse, realizzato da Giovanni Brancale. Il film, presentato in anteprima al teatro della Compagnia a Firenze e in lizza al Jagran Film Festival, in India, e al Napoli Film Festival, è stato premiato, a Los Angeles, come miglior film drammatico nell’Hollywood International Moving Pictures Film Festival.

## Opere
- Raccolta di poesie (1954, Tip. F.lli di Giacomo, Salerno)
- Echi nella valle (1972, Pellegrini, Cosenza, Premio Presidenza del Consiglio dei Ministri 1974)
- Echi nella valle (1975, Teorema, Firenze)
- Lettere a Michele (1977, Grafistampa, Firenze)
- Il rinnegato (2007, Polistampa, in appendice un saggio su 'La questione meridionale')
- Echi nella valle (2010, Polistampa, in appendice 'Pagine ritrovate')
- Fantasmi che tornano (2010, Polistampa)
- Lettere a Michele e altri racconti (2012, Polistampa)